# Moadon Kaduregel Maccabi Ahi Natzrat
Il Moadon Kaduregel Maccabi Ahi Natzrat (in ebraico מועדון כדורגל מכבי אחי נצרת‎?; in arabo نادي كرة القدم اخاء الناصرة‎?, Nade Korat Alqadam Maccabi Ekhaa Al-Nasera), noto come Maccabi Ahi Nazaret, è una società calcistica israeliana con sede a Nazaret. Milita nella Liga Alef, la terza serie del campionato israeliano.

## Palmarès

### Competizioni nazionali
- Liga Leumit: 1

2002-2003

### Altri piazzamenti
- Coppa d'Israele:

Semifinalista: 2014-2015
- Liga Leumit:

Promozione: 2008-2009

## Rosa 2018-2019
| N. |                    | Ruolo | Calciatore      |
| -- | ------------------ | ----- | --------------- |
| 3  | Brasile (bandiera) | D     | Kassio          |
| 4  | Israele (bandiera) | D     | Emri Zaid       |
| 5  | Israele (bandiera) | D     | Akram Shariach  |
| 6  | Israele (bandiera) | D     | Yazan Nassar    |
| 7  | Israele (bandiera) | C     | Moamen Salah    |
| 8  | Israele (bandiera) | C     | Amjad Sliman    |
| 9  | Israele (bandiera) | A     | Alaa Bakher     |
| 10 | Israele (bandiera) | C     | Mohammed Khatib |
| 11 | Israele (bandiera) | A     | Alon Buzorgi    |
| 13 | Israele (bandiera) | D     | Ashraf Rabach   |
| 14 | Israele (bandiera) | C     | Yussuf Mohammed |
| 15 | Israele (bandiera) | C     | Amir Abu Salem  |
| 16 | Israele (bandiera) | C     | Majd Abdu       |

| N. |                                 | Ruolo | Calciatore          |
| -- | ------------------------------- | ----- | ------------------- |
| 17 | Israele (bandiera)              | C     | Ahmed Drausha       |
| 19 | Israele (bandiera)              | C     | Salah Hussein       |
| 20 | Israele (bandiera)              | C     | Sfouan Hilou        |
| 21 | Israele (bandiera)              | C     | Khaled Kasoum       |
| 23 | Israele (bandiera)              | C     | Yehya Khatib        |
| 29 | Israele (bandiera)              | D     | I'yad Hutba         |
| 33 | Israele (bandiera)              | C     | Yehye Khatib        |
| 45 | Israele (bandiera)              | P     | Ahmed Akriya        |
| 77 | Israele (bandiera)              | A     | Ali Kna'ana         |
| 88 | Bosnia ed Erzegovina (bandiera) | C     | Semir Bajraktarević |
| 92 | Israele (bandiera)              | P     | Mahdi Zuabi         |
| 99 | Israele (bandiera)              | A     | Nuef Baziya         |
|    | Israele (bandiera)              | C     | Isa Bakir           |